# Highlands (Colombie-Britannique)
Pour les articles homonymes, voir Highland.
Highlands est une municipalité de district appartenant à la Région métropolitaine de Victoria en Colombie-Britannique au Canada. Au recensement de 2016, on y a dénombré 2225 habitants.

## Situation
Highlands est situé dans l'ouest de l'agglomération du Grand Victoria sur l'île de Vancouver. La municipalité est bordée par le bras de mer Saanich à l'ouest, Langford et View Royal au sud, Saanich à l'est et l'aire électorale Juan de Fuca au nord.
Highlands est en grande partie couvert d'espaces naturels.

## Population
- 2 225 (recensement de 2016)[2]
- 2 120 (recensement de 2011)
- 1 903 (recensement de 2006)[3]
- 1 674 (recensement de 2001)